# The Best (canción)
«The Best» (en español: «El Mejor») es una canción escrita por Mike Chapman y Holly Knight, originalmente grabada por la cantante galesa Bonnie Tyler para su séptimo álbum de estudio Hide Your Heart. El sencillo fue lanzado en un CD en 1988 junto con dos canciones que Tyler grabó, «The Fire Below» y «Under Suspicion».
Alcanzó el número 10 en Noruega y el número 25 en Finlandia y el número 95 en el Reino Unido. En Italia, "The Best" alcanzó el número 8 en la lista de reproducción de Rai Radio 2.

## Posicionamiento en listas
| Lista (1988)                      | Máxima posición |
| --------------------------------- | --------------- |
| España (AFYVE)                    | 20              |
| FinlandiaOfficial Finnish Charts) | 25              |
| Noruega (VG-lista)                | 10              |
| Reino Unido (UK Singles Chart)    | 95              |

## Versión de Tina Turner
La canción fue posteriormente grabada por Tina Turner, y lanzada como un sencillo de gran éxito en 1989. Fue incluido en su exitoso álbum Foreign Affair. El solo de saxofón en la versión de Turner es interpretado por Edgar Winter.
Holly Knight dijo: «The Best» es una de esas raras joyas que es una canción positiva, y no es cursi, pero la parte difícil es escribir algo en un modo positivo que realmente es sincero - que es una tarea difícil».

### Lista de canciones
- 7", casete y CD sencillo[8]

1. "The Best" (Edit) – 4:08
2. "Undercover Agent for the Blues" – 5:17

### Personal
- Tina Turner - voz principal, arreglos
- Dan Hartman - teclados, guitarra acústica, coros
- Phil Ashley: teclados, bajo
- Elliot Lewis - teclados adicionales, cuerdas
- Philippe Saisse – teclados adicionales
- Gene Black - guitarra rítmica
- James Ralston - guitarra rítmica
- Pat Threl – solo de guitarra
- T. M. Stevens - bajo
- Art Wood – batería
- Edgar Winter - dolo de saxofón
- Lance Ellington - coros
- Tessa Niles - coros

## Versión de Tina Turner y Jimmy Barnes
En 1992 Turner grabó «(Simply) The Best», una versión a dueto de la canción con el cantante de rock australiano Jimmy Barnes. El sencillo posteriormente apareció en un disco extra de edición limitada como parte de la versión australiana de su álbum recopilatorio Simply The Best.

### Lista de canciones
- Sencillo 7" (Australia)[9]

1. "(Simply) The Best" (Tina Turner y Jimmy Barnes) – 4:14
2. "(Simply) The Best" (Extended Version) – 5:29

- Casete y CD sencillo (Australia)[10]

1. "(Simply) The Best" (Tina Turner y Jimmy Barnes) – 4:14
2. "River Deep, Mountain High" (Jimmy Barnes) – 3:37
3. "I'm a Lady" (Tina Turner) – 3:24
4. "(Simply) The Best" (Extended Version) – 5:29

### Poscionamiento en listas
| Lista (1992)                      | Máxima posición |
| --------------------------------- | --------------- |
| Australia (ARIA)                  | 14              |
| Nueva Zelanda (Recorded Music NZ) | 11              |